# Тейт, Алан
А́лан Тейт (англ. Alan Tate; род. 2 сентября 1982, Дарем) — английский футболист, защитник; тренер.

## Карьера
Родился в графстве Дерем. Тейт начинал свою карьеру в системе «МЮ». Он стал капитаном резервной команды, хотя в команде играли такие игроки, как Квинтон Форчун, Люк Чадуик, Крис Иглз. Несмотря на то, что он был капитаном в той команде, в основную дружину пробиться не смог. Тейт отправился в аренду во второй по значимости турнир Бельгии в «Антверпен». В следующий раз он вновь отправился в аренду, на этот раз в «Суонси Сити». Он себя хорошо проявил в составе «лебедей», прежде чем был выкуплен окончательно. В ноябре 2012 Алан присоединился к «Лидс Юнайтед» на правах аренды.

## Достижения
Суонси Сити
- Первая Футбольная лига Англии
  -  Чемпион (1): 2007/08
- Трофей Футбольной лиги
  -  Обладатель (1): 2005/06
- Кубок Футбольной лиги
  -  Обладатель (1): 2012/13
- Итого: 3 трофея